# Dor Yeshorim
Dor Yeshorim (DY) (hebr.: דור ישרים  "Geschlecht der Frommen", Psalm 112:2), auch Committee for Prevention of Genetic Diseases genannt, bietet als bekannteste mehrerer Organisationen vor allem orthodoxen, heiratswilligen Juden ein anonymisiertes Abgleichverfahren an, das auf einem genetischen Screening des Individuums auf Erbkrankheiten beruht.

## Organisation
Gegründet wurde die Organisation 1980 durch den New Yorker chassidischen Rabbiner Joseph Ekstein, der selbst vier seiner Kinder durch das Tay-Sachs-Syndrom verloren hatte. Sitz ist der New Yorker Stadtteil Brooklyn mit sechs Mitarbeitern, die Organisation unterhält zudem eine Zweigstelle in Jerusalem mit drei Mitarbeitern. Beispielsweise schickt jedes Jahr Dor Yeshorim Vertreter in Privatschulen, in die viele orthodoxe Familien ihre Kinder schicken, und erklärt den Teenagern, dass sie mittels einfacher Bluttests feststellen können, ob sie Genträger der drei Krankheiten Tay-Sachs, zystische Fibrose und Morbus Gaucher sind.

## Hintergrund
Das System wurde eingerichtet, um die jüdische Religionsgesetze zu erfüllen, die unter anderem eine Abtreibung nicht erlauben. Dies schließt Untersuchungen der pränatalen Diagnostik mit ein. In streng orthodoxen jüdischen Kreisen ist das gegenseitige Kennenlernen von jungen Menschen auf der Suche nach einem Ehepartner nur eingeschränkt erlaubt. Eine Verlobung (Shidduch) beginnt oft mit einer Empfehlung von Familienmitgliedern oder Freunden. Meist wird ein professioneller Heiratsvermittler (Schadchen) eingeschaltet. Damit während einer Eheanbahnung zukünftige Erbkrankheiten von Nachkommen vermieden werden, können sich Heiratswillige – jeder einzeln – vorsorglich einem Gentest unterziehen, damit ihre genetische Kompatibilität mit potentiellen Ehepartnern abgeglichen werden kann.

## Durchführung

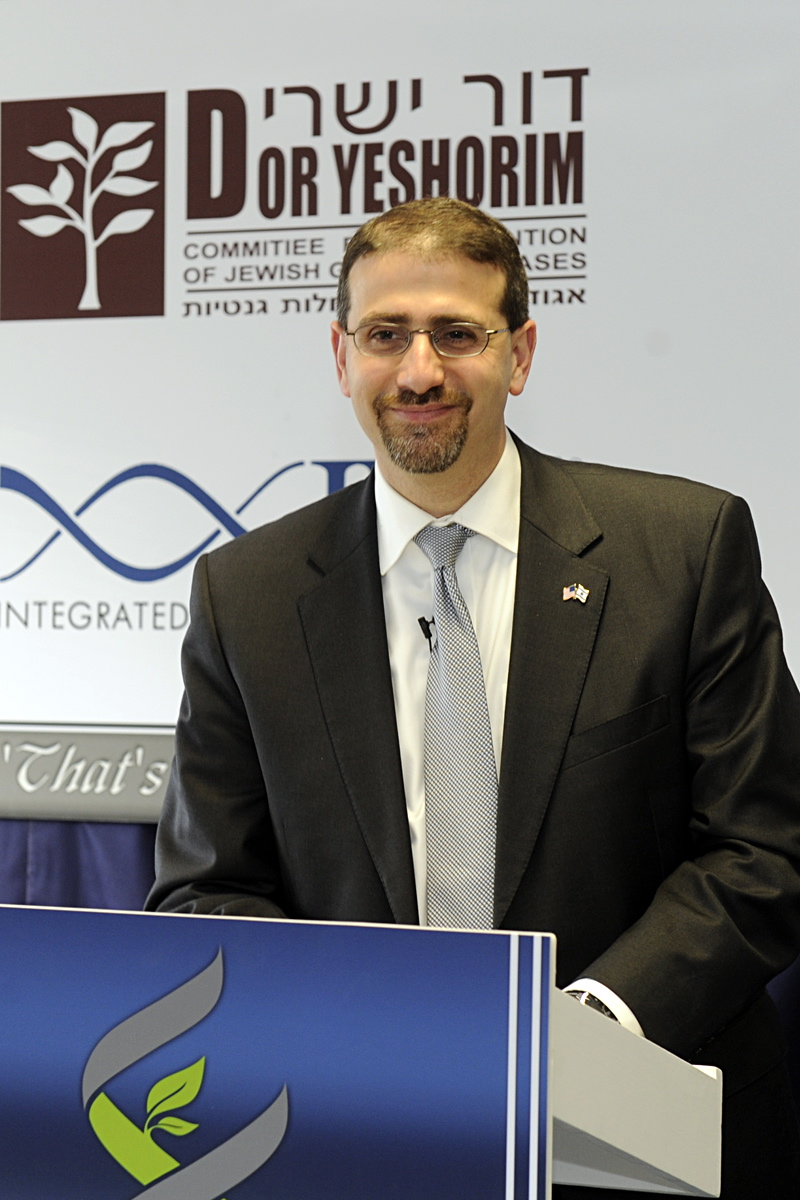
Daniel B. Shapiro, US-Konsul in Israel, besuchte am 10. Januar 2012 die Mir Jeschiwa in Jerusalem und Dor Yeshorim

Ein Heiratswilliger kann eine Blutprobe in ein gentechnisches Labor einsenden lassen. Dor Yeshorim arbeitet hierfür mit Ärzten zusammen. Die Teilnehmer erhalten von Dor Yeshorim eine Identifikationsnummer, aber kein Testergebnis. Durch die Anonymität des Verfahrens soll eine Stigmatisierung der jeweiligen Person und ihrer Familie vermieden werden. Ein Heiratsvermittler kann nun, bevor er überhaupt eine Eheanbahnung zwischen zwei potentiellen Partnern beginnt, die Identifikationsnummern per Telefon (damit bleibt auch der Heiratsvermittler anonym) an Dor Yeshorim durchgeben, das daraufhin mitteilt, ob die Gefahr einer Erbkrankheit besteht oder nicht. Bei einem positiven Ergebnis wird der Heiratsvermittler von vornherein eine Eheanbahnung vermeiden. Das Abgleichverfahren ist kostenpflichtig und kostet im Regelfall 200 US-Dollar.
Wenn sich einzelne Personen bereits woanders haben testen lassen oder bereits verlobt oder verheiratet sind, können sie die Dienste von Dor Yeshorim nicht mehr in Anspruch nehmen. Hintergrund ist, dass Dor Yeshorim einerseits im Vorfeld sowohl Verlobung als auch Heirat von erbbelasteten Genträgern verhindern will und andererseits bei einer bereits durchgeführten Testung die Anonymität nicht mehr gewahrt bleiben kann.

## Methodik
Mittels der Gentests wird das Erbgut auf vorkommende rezessiv vererbbare Krankheiten untersucht. So soll das Auftreten genetisch bedingter Krankheitsbilder beim Nachwuchs deutlich verringert werden.
Untersucht werden diejenigen Gensequenzen, die für das Auftreten bestimmter Erbkrankheiten verantwortlich sind. Ursprünglich war dies nur die Tay-Sachs-Krankheit. Im Laufe der Zeit sind folgende Krankheiten hinzugekommen: Familiäre Dysautonomie, Mukoviszidose, Morbus Canavan, Glykogenspeicherkrankheit (Typ 1), Fanconi-Anämie (Typ C), Bloom-Syndrom, Niemann-Pick-Krankheit, Mukolipidose (Typ IV).
Nach Kontroversen wird die Untersuchung auf genetische Trägerschaft von Morbus Gaucher (Typ I) nur noch auf ausdrücklichen Wunsch in die Untersuchung einbezogen.

## Kritik
Das Verfahren stößt auf Kritik bei führenden orthodoxen Rabbinern, die der Ansicht sind, dass damit der Eugenik Vorschub geleistet wird, speziell dem Vorurteil, dass Juden Träger „schlechter Gene“ seien. Man lese nur über jüdische Gene, statt Statistiken über das Screening in anderen Populationen wie Isländern oder den Amish zu veröffentlichen. Es sollte eine Sensibilität für die Geschichte der Eugenik vorherrschen, vor allem in einer Zeit, in der Antisemitismus weltweit auf dem Vormarsch ist. Angesichts der tragischen Geschichte des Leids durch bewusste ethnische Diskriminierung weigerte sich der Gründer von Dor Yeshorim, Rabbi Ekstein, wiederholt, Interviews zu Dor Yeshorim zu geben.